# Форенца
Форенца (итал. Forenza) — коммуна в Италии, расположена в регионе Базиликата, подчиняется административному центру Потенца.
Население составляет 2544 человека, плотность населения составляет 22 чел./км². Занимает площадь 115 км². Почтовый индекс — 85023. Телефонный код — 0971.